# Bartramiaceae
Bartramiaceae, porodica pravih mahovina koja se klasificira samostalnom redu Bartramiales . Ime je dobila po rodu Bartramia.

## Rodovi
1. Anacolia Schimp.
2. Bartramia Hedw.
3. Breutelia (Bruch & Schimp.) Schimp.
4. Conostomum Sw.
5. Fleischerobryum Loeske
6. Flowersia D. G. Griffin & W. R. Buck
7. Leiomela (Mitt.) Broth.
8. Neosharpiella H. Rob. & Delgad.
9. Philonotis Brid.
10. Plagiopus Brid.